# Zyprischer Fußballpokal 2015/16
Der Zyprische Fußballpokal 2015/16 war die 74. Austragung des zyprischen Pokalwettbewerbs. Er wurde vom zyprischen Fußballverband ausgetragen. Das Finale fand am 18. Mai 2016 im Tsirion-Stadion von Limassol statt.
Pokalsieger wurde Apollon Limassol. Das Team setzte sich im Finale gegen Omonia Nikosia durch. Apollon qualifizierte sich durch den Sieg für die 3. Qualifikationsrunde der UEFA Europa League 2016/17.

## Modus
Die Begegnungen der 1. Runde wurden in einem Spiel ausgetragen. Bei unentschiedenem Ausgang gab es eine Verlängerung von zweimal 15 Minuten und gegebenenfalls ein Elfmeterschießen. Die Begegnungen von der 2. Runde bis zum Halbfinale wurden in Hin- und Rückspiel ausgetragen. Bei Torgleichheit entschied zunächst die Anzahl der auswärts erzielten Tore, danach eine Verlängerung und falls erforderlich ein Elfmeterschießen.

## Teilnehmer
Es nahmen nur die Mannschaften der ersten beiden Ligen teil.
| First Division (14) | First Division (14) | Second Division (14) | Second Division (14) |
| --- | --- | --- | --- |
| - AEK Larnaka 1 - AEL Limassol 1 - Anorthosis Famagusta - AO Agia Napa - APOEL Nikosia 1 - Apollon Limassol - Aris Limassol | - Doxa Katokopia - Enosis Neon Paralimni - Ermis Aradippou - Ethnikos Achnas - Nea Salamis Famagusta - Omonia Nikosia - Paphos FC 1 | - AEZ Zakakiou - Anagennisi Deryneia - ASIL Lysi - Digenis Oroklinis - Elpida Xylofagou - ENAD Polis Chrysochous - Enosis Neon THOI Lakatamia | - Enosis Neon Parekklisia - Karmiotissa FC - Nikos & Sokratis Erimis - Olympiakos Nikosia - Omonia Aradippou - Othellos Athienou - PAEEK Kyrenia |

## 1. Runde
In dieser Runde traten 13 Teams der Second Division und 11 Teams der First Division an. Mannschaften der First Division wurden nicht gegeneinander gelost.
|                            | Ergebnis              |                       |
| -------------------------- | --------------------- | --------------------- |
| AEZ Zakakiou               | 0:3                   | Ethnikos Achnas       |
| Enosis Neon THOI Lakatamia | 1:6                   | Apollon Limassol      |
| AO Agia Napa               | 5:1                   | Karmiotissa FC        |
| ENAD Polis Chrysochous     | 0:2                   | Aris Limassol         |
| ASIL Lysi                  | 4:3 n. V.             | Doxa Katokopia        |
| Anagennisi Deryneia        | 1:1 n. V. (3:2 i. E.) | Digenis Oroklinis     |
| Nikos & Sokratis Erimis    | 2:1                   | Othellos Athienou     |
| Omonia Nikosia             | 2:0                   | PAEEK Kyrenia         |
| Anorthosis Famagusta       | 9:0                   | Elpida Xylofagou      |
| Enosis Neon Paralimni      | 0:1                   | Olympiakos Nikosia    |
| Enosis Neon Parekklisia    | 1:5                   | Ermis Aradippou       |
| Omonia Aradippou           | 0:3                   | Nea Salamis Famagusta |

## 2. Runde
In dieser Runde stiegen weitere vier Vereine ein.
- APOEL Nikosia (Pokalsieger 2014/15)
- AEL Limassol (Finalist 2014/15)
- AEK Larnaka (Fair-Play-Sieger First Division 2014/15)
- Paphos FC (Fair-Play-Sieger Second Division 2014/15)

|                       | Gesamt |                         | Hinspiel | Rückspiel |
| --------------------- | ------ | ----------------------- | -------- | --------- |
| AEK Larnaka           | 13:10  | Nikos & Sokratis Erimis | 5:0      | 8:1       |
| Aris Limassol         | 4:1    | Olympiakos Nikosia      | 1:0      | 3:1       |
| Apollon Limassol      | 4:1    | Ermis Aradippou         | 3:1      | 1:0       |
| Anorthosis Famagusta  | 2:1    | Anagennisi Deryneia     | 2:1      | 0:0       |
| Paphos FC             | 5:0    | ASIL Lysi               | 3:0      | 2:0       |
| Nea Salamis Famagusta | 2:4    | APOEL Nikosia           | 0:1      | 2:3       |
| AEL Limassol          | 3:1    | AO Agia Napa            | 1:0      | 2:1       |
| Omonia Nikosia        | 5:1    | Ethnikos Achnas         | 2:0      | 3:1       |

## Viertelfinale
|                  | Gesamt |                      | Hinspiel | Rückspiel |
| ---------------- | ------ | -------------------- | -------- | --------- |
| Omonia Nikosia   | 8:0    | Paphos FC            | 4:0      | 4:0       |
| Apollon Limassol | 3:0    | AEL Limassol         | 2:0      | 1:0       |
| APOEL Nikosia    | 4:1    | Aris Limassol        | 1:1      | 3:1       |
| AEK Larnaka      | 5:2    | Anorthosis Famagusta | 3:0      | 2:2       |

## Halbfinale
|               | Gesamt          |                  | Hinspiel | Rückspiel |
| ------------- | --------------- | ---------------- | -------- | --------- |
| APOEL Nikosia | 2:2 (4:5 i. E.) | Apollon Limassol | 1:1      | 1:1 n. V. |
| AEK Larnaka   | 0:0 (3:5 i. E.) | Omonia Nikosia   | 0:0      | 0:0 n. V. |

## Finale
| Paarung          | Apollon Limassol – Omonia Nikosia |
| Ergebnis         | 2:1 (1:0) |
| Datum            | 18. Mai 2016 |
| Stadion          | Tsirion-Stadion, Limassol |
| Zuschauer        | 12.076 |
| Schiedsrichter   | Ante Vučemilović-Šiminović ( Kroatien) |
| Tore             | 1:0 Fotis Papoulis (5.) 1:1 Renato Margaça (51.) 2:1 Angelis Charalambous (72.) |
| Apollon Limassol | Bruno Vale – Leandro Freire de Araújo, Angelis Charalambous, Giorgos Vasiliou, Marios Stylianou (69. Dejan Mezga) – Esteban Sachetti, Charalampos „Chambos“ Kyriakou (90. Jaime Simões), Fotis Papoulis, Alex da Silva – Abraham Gneki Guié, Joao Pedro (88. Nuno Miguel Lopes) Cheftrainer: Pedro Emanuel ( Portugal) |
| Omonia Nikosia   | Antonis Georgallides – Cristovão Ramos (80. Dimitris Christofi), Ivan Runje, Karim Hafez – Romaric, George Florescu, Renato Margaça, Nuno Assis (88. Onisiforos Roushias), Andraž Kirm (70. Carlos „Carlitos“ Emanuel Soares Tavares) – Cillian Sheridan, André Schembri Cheftrainer: Vladan Milojević ( Serbien)      |
| Gelbe Karten     | Angelis Charalambous, Marios Stylianou, Giorgos Vasiliou, Abraham Gneki Guié, Dejan Mezga, Bruno Vale – Romaric, George Florescu, Renato Margaça |